# Amphoecus metallicus
Amphoecus metallicus é uma espécie de coleóptero da tribo Amphoecini (Cerambycinae), com distribuição restrita à Nova Caledónia.

## Sistemática
- Ordem Coleoptera
  - Subordem Polyphaga
    - Infraordem Cucujiformia
      - Superfamília Chrysomeloidea
        - Família Cerambycidae
          - Subfamíla Lamiinae
            - Tribo Amphoecini
              - Gênero Amphoecus
                - Amphoecus metallicus (Montrouzier, 1861)